# Solenopsis brevipes
Solenopsis brevipes é uma espécie de formiga do gênero Solenopsis, pertencente à subfamília Myrmicinae.